# Episodi di Childrens Hospital (settima stagione)
La settima e ultima stagione della serie televisiva Childrens Hospital, composta da 13 episodi, è stata trasmessa negli Stati Uniti, da Adult Swim, dal 22 gennaio al 15 aprile 2016.
In Italia la stagione è inedita.
| nº | Titolo originale             | Prima TV USA     |
| -- | ---------------------------- | ---------------- |
| 1  | Kids Hospital                | 22 gennaio 2016  |
| 2  | One Million Saved            | 29 gennaio 2016  |
| 3  | Sy's Tenure                  | 5 febbraio 2016  |
| 4  | Doctor Beth                  | 12 febbraio 2016 |
| 5  | The Show You Watch           | 19 febbraio 2016 |
| 6  | DOY                          | 26 febbraio 2016 |
| 7  | Show Me A Hero               | 4 marzo 2016     |
| 8  | By the Throat                | 11 marzo 2016    |
| 9  | Childrens Horsepital         | 18 marzo 2016    |
| 10 | Through the Eyes of a Falcon | 25 marzo 2016    |
| 11 | Grandparents Day             | 1º aprile 2016   |
| 12 | Hump Cola                    | 8 aprile 2016    |
| 13 | The Grid                     | 15 aprile 2016   |